# メタノバクテリウム属
メタノバクテリウム属 (Methanobacterium)とはメタノバクテリウム科 (Methanobacteriaceae) の属の一つである 。
名前とは裏腹に細菌ではなく古細菌であり、それどころか本属は古細菌ドメインのタイプ属に指定されている。細菌に特徴的な生体高分子、ムレインを細胞膜から欠いている 。
Methanobacterium属は嫌気性で、多くは非運動性である。メタン生成の基質としては、ギ酸あるいは水素分子+二酸化炭素の両方、あるいはどちらかを使用するものが多い。一部の種は一酸化炭素やアルコールも用いることができる。嫌気消化槽やその排水、温泉、哺乳類の消化器官など、比較的暖かい低酸素の環境に広く分布する。